# Helen Valeska Bary
Helen Valeska Bary (1888-22 de junio de 1973) fue una sufragista estadounidense y ayudó a establecer la administración de bienestar social del gobierno de los Estados Unidos. Hizo campaña a favor del sufragio femenino a nivel estatal y local. En 1914, trabajó para la Comisión de Bienestar Industrial de California investigando las condiciones de trabajo de las trabajadoras de lavanderías, sobre las que escribió en su informe The Employment of Women and Minors in the Laundry Industry of California («El empleo de mujeres y menores en la industria de lavandería de California») en 1917.
Poco después de la Primera Guerra Mundial, trabajó en Puerto Rico para la Oficina Federal de la Infancia como investigadora y reformadora social, informando sobre las condiciones de vida de los niños indigentes y sin hogar en la isla. En su artículo de 1921, The Trend of Child Welfare Work, publicado en el North American Review, Bary escribió: «El mayor enemigo de la infancia ha sido la complacencia fatalista con la que se ha considerado cada fase de la vida infantil». Bary trabajó para la Administración del Seguro Social (SSB) desde su creación en 1935 durante la Gran Depresión. Trabajó allí hasta 1948, representando a la SSB en los estados occidentales, ayudándoles a desarrollar planes de reforma del bienestar social para recibir dinero federal. Poco antes de su muerte en 1973, Bary fue una de las doce mujeres entrevistadas por Jacqueline Parker para su trabajo en el Proyecto de Historia Oral Suffragista para el Centro de Historia Oral de Universidad de California en Berkeley, «para documentar sus actividades a favor de la aprobación de la Decimonovena Enmienda y sus continuas carreras como líderes de movimientos para el bienestar y la reforma laboral, la paz mundial, y la aprobación de la Enmienda de Igualdad de Derechos».